# 韋貴妃
韋貴妃（いきひ、開皇17年（597年） - 麟徳2年9月28日（665年11月11日））は、中国の唐の太宗李世民の貴妃（側室）。名は珪、字は沢。本貫は京兆郡杜陵県。紀王李慎や臨川公主を産み、紀国太妃に立てられた。

## 経歴
韋円成の娘として生まれた。北周の太傅韋孝寛の子の韋総の孫娘にあたる。前の夫は李珉。
良家の娘として選出されて、李世民の妃となった。貞観元年（627年）4月1日、貴妃に冊立された。永徽元年（650年）正月29日、紀国太妃に立てられた。麟徳2年（665年）9月、河南の敦行里の邸で亡くなった。乾封元年12月29日（667年1月28日）、昭陵に陪葬された。

## 伝記資料
- 唐太宗文皇帝故貴妃紀国太妃韋氏墓碑銘并序